# Ciserano
Ciserano é uma comuna italiana da região da Lombardia, província de Bérgamo, com cerca de 4.924 habitantes. Estende-se por uma área de 5 km², tendo uma densidade populacional de 985 hab/km². Faz fronteira com Arcene, Boltiere, Pontirolo Nuovo, Verdellino, Verdello.

## Demografia
| Variação demográfica do município entre 1861 e 2011                               |
|                                                                                   |
| Fonte: Istituto Nazionale di Statistica (ISTAT) - Elaboração gráfica da Wikipedia |